# Noël Jallier
Noël Jallier (fl. XVI secolo) è stato un pittore francese, appartenente alla scuola di Fontainebleau, attivo alla metà del XVI secolo.

## Biografia
Il suo nome figura sulla quietanza del 12 giugno 1550 relativa al pagamento di 482 lire tornesi per 14 grandi storie. Tale pagamento è stato messo in relazione con gli affreschi del castello di Oiron, proprietà dei Gouffier, signori di Boissy; si è supposto che Jallier fosse l'autore delle decorazioni, ispirate alla guerra di Troia. Lo stile dei motivi dimostrano la conoscenza dei grandi cicli decorativi romani di Daniele da Volterra (Sala Regia in Vaticano), di Perin del Vaga (Castel Sant'Angelo) e di Francesco Salviati (Palazzo Sacchetti).

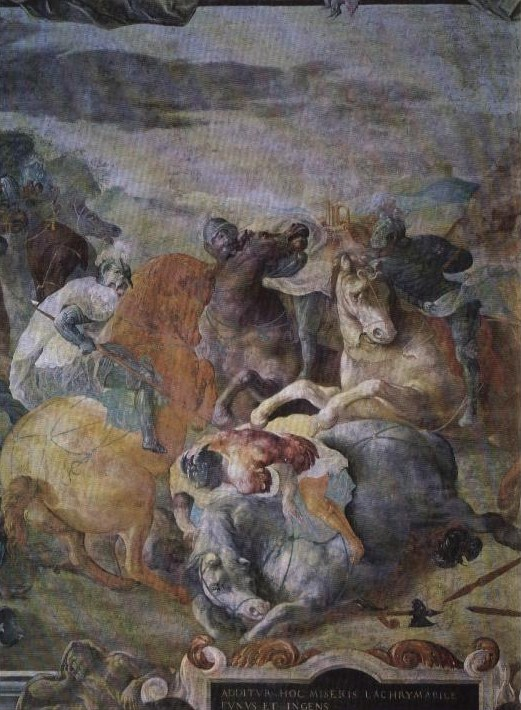
Morte di Ettore
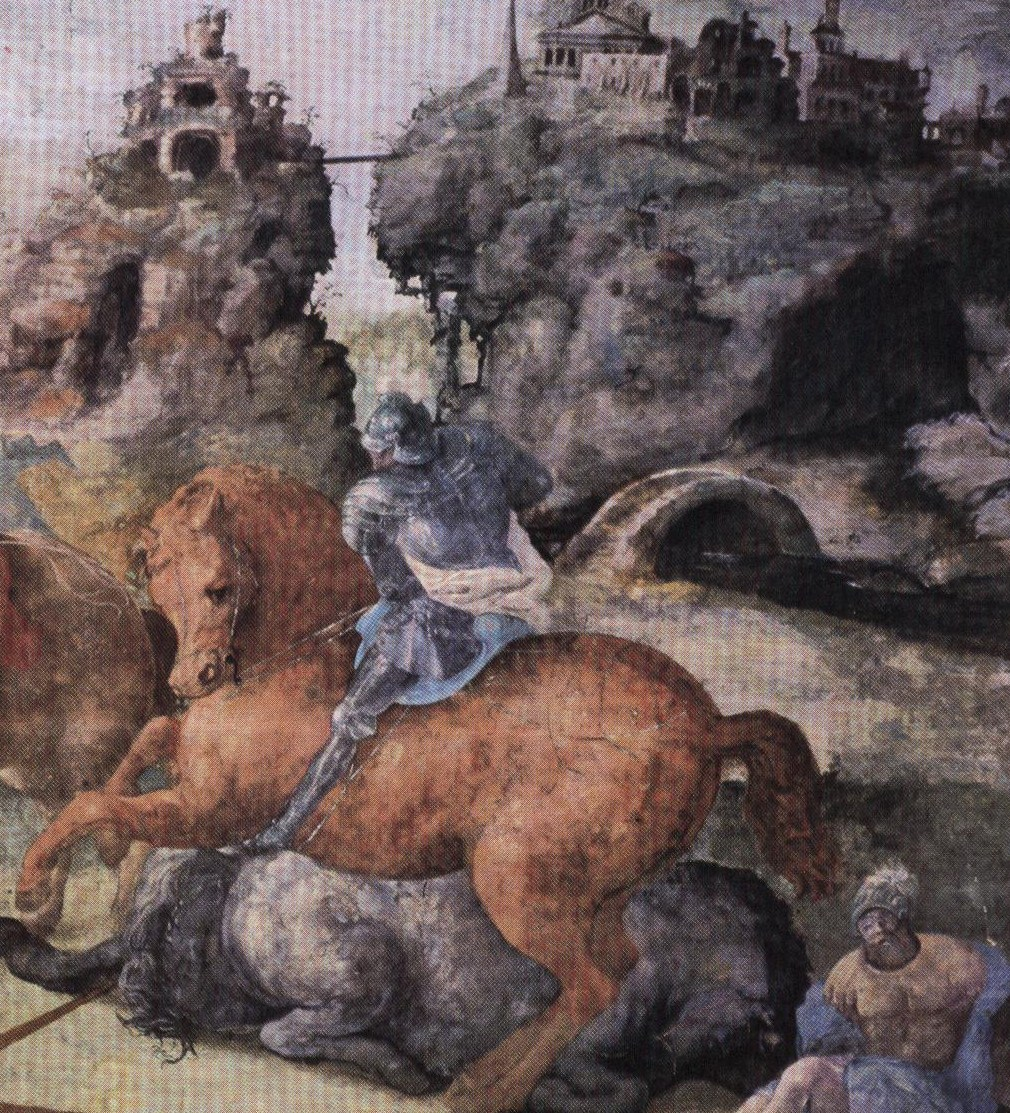
Morte di Ettore
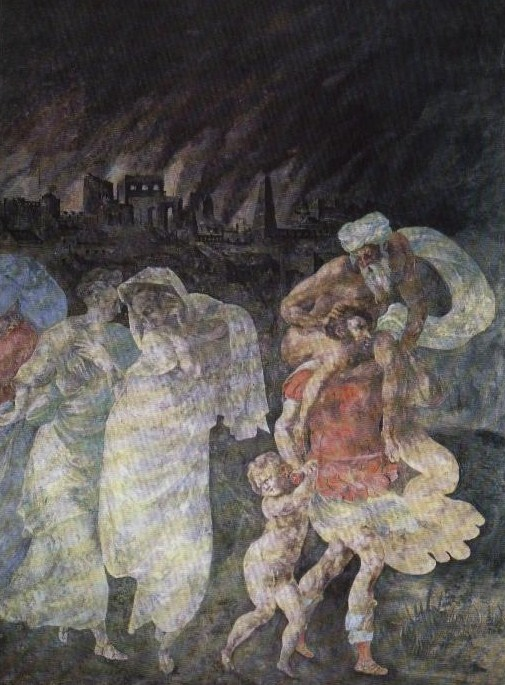
Fuga di Enea
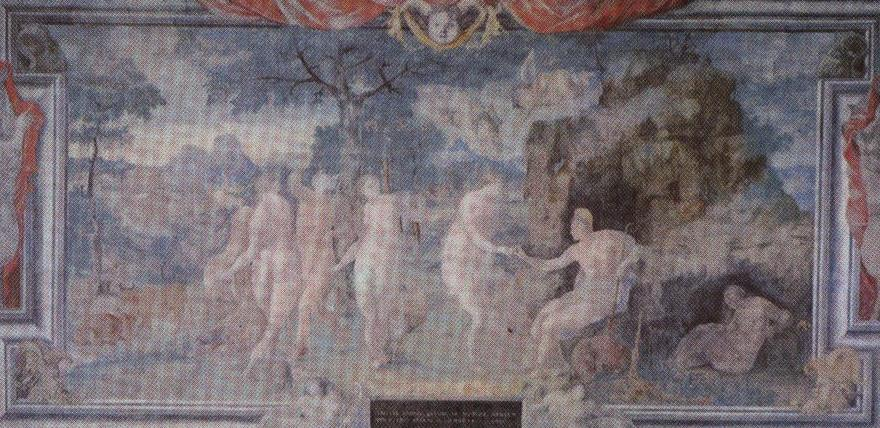
Giudizio di Paride
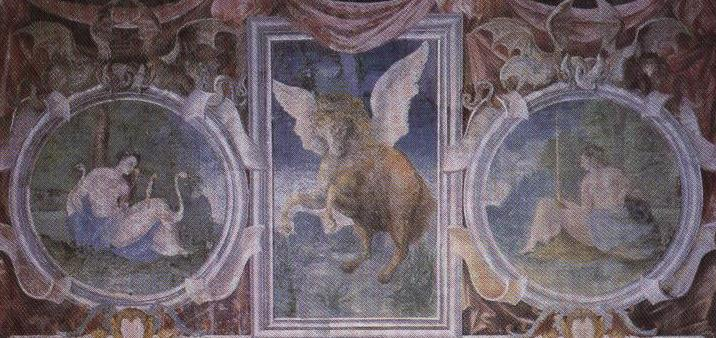
Pegaso
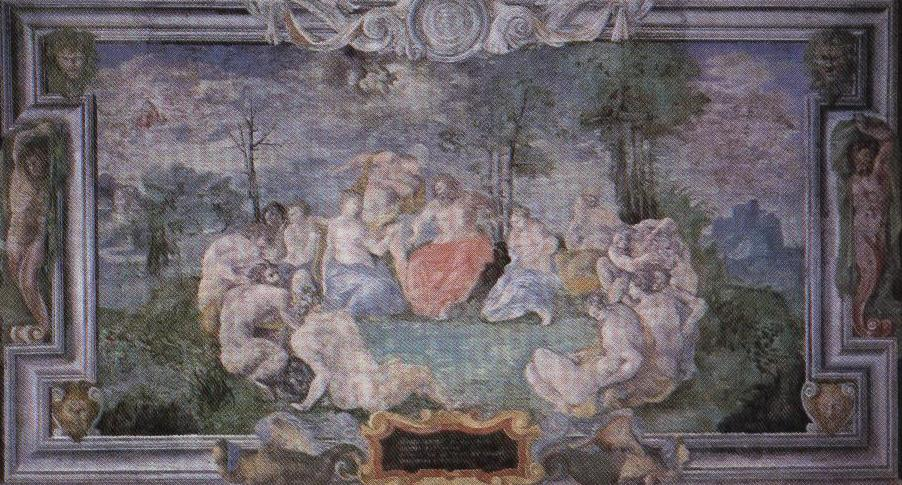
Assemblea degli dei
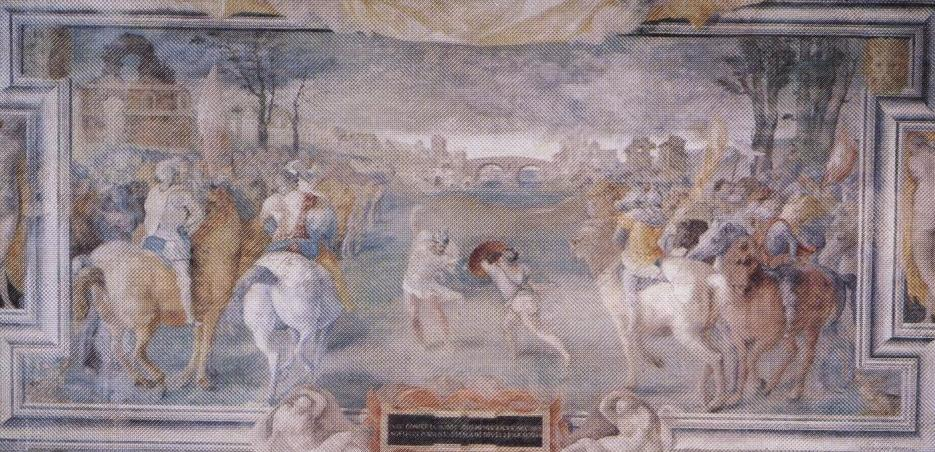
Combattimento tra Paride e Menelao